# Sententiae (Petrus Lombardus)
Sententiae in quatuor libris distinctae (Vier Bücher der Sentenzen) ist ein theologisches Werk von Petrus Lombardus in Form eines Kommentars, verfasst in der Mitte des 12. Jahrhunderts. Die Sententiae (Sentenzen) waren bis zum 16. Jahrhundert das grundlegende Lehrbuch der katholischen Theologie.

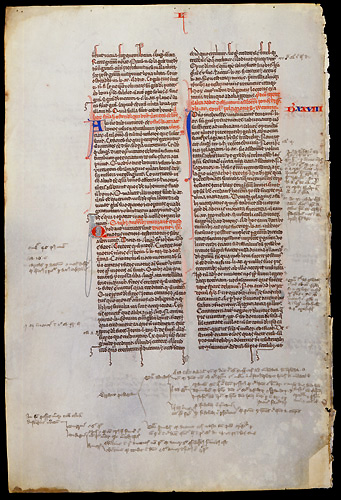
Sententiae des Petrus Lombardus (England, spätes 13. Jahrhundert)

## Einführung
Das Werk von Petrus Lombardus ist Ausdruck der Bemühungen des 12. Jahrhunderts um eine Systematisierung der Theologie. Es sammelt thematisch, vergleicht und kommentiert Fragmente patristischer Schriften, insbesondere des heiligen Ambrosius, Hilarius von Poitiers und des heiligen Augustinus. Petrus Lombardus versucht, verschiedene Fragmente miteinander in Einklang zu bringen und Zweifel auszuräumen. Die vorsichtige und versöhnliche Haltung des Autors trug wesentlich zu seiner Popularität bei. Einige seiner Kommentare stießen jedoch auf Kritik und heftige Diskussionen. Im Jahr 1222 übernahm Alexander von Hales die Sententiae als grundlegendes Lehrbuch für den Theologieunterricht an der Universität Paris und ergänzte damit das Studium der Heiligen Schrift. Eine ähnliche Entscheidung wurde 1245 von dem Dominikaner und theologisch-philosophischen Schriftsteller Richard Fishacre (ca. 1200–1248) an der Universität Oxford getroffen. Nach und nach wurden die Sententiae zum grundlegenden Lehrbuch an mittelalterlichen Universitäten, und ihr Einfluss auf die katholische Theologie blieb bis zum 16. Jahrhundert erheblich, wo sie als Grundlagenwerk durch die Summa theologiae des Thomas von Aquin ersetzt wurden. Der Erwerb eines Magister-Abschlusses in Theologie erforderte die Fähigkeit, die Sententiae, die Bibel und Peter Comestors Historia scholastica zu kommentieren. Alle großen Scholastiker, einschließlich Thomas von Aquin, Wilhelm von Ockham, der heilige Bonaventura und Johannes Duns Scotus, verfassten Kommentare zu den Sententiae. Noch Martin Luther  (1483–1546) nahm eine ausführliche Kommentierung der Sententiae vor.
Auf dem Vierten Laterankonzil – dem bedeutendsten Konzil des Mittelalters – wurde die Trinitätslehre des Petrus Lombardus gegen den Vorwurf des Joachim von Fiore (gest. 1202) verteidigt, Petrus Lombardus habe neben die drei göttlichen Personen Vater, Sohn und Heiligen Geist deren gemeinsames Wesen als eine vierte Größe einführen wollen.
Die Sententiae bestehen aus vier Büchern, die folgenden Themen gewidmet sind:
Gott und Heilige Dreifaltigkeit;
Engel, Erschaffung der Welt, Sünde und Gnade;
Inkarnation, Erlösung und Tugenden;
Sakramente und letzte Dinge.
Dem Petrus-Lombardus-Projekt der Bayerischen Akademie der Wissenschaften zufolge entstanden „insgesamt etwa 1400 Sentenzenkommentare“, deren Bedeutung für die Erforschung der mittelalterlichen Theologie und Philosophie kaum überschätzt werden könne.